# Culbertson (Montana)
Culbertson è una città degli Stati Uniti d'America situata nel Montana, nella Contea di Roosevelt.